# Ramisyllis multicaudata
La Ramisyllis multicaudata è una specie di policheti appartenenti alla famiglia delle Syllidae ed è stata scoperta nella Darwin Harbour, Darwin, capoluogo del Territorio del Nord in Australia. Si tratta di un organismo endosimbionte che vive nel tessuto interno delle spugne del genere Petrosia sia bianche che porpora.

## Descrizione
Dal momento che vive interamente all'interno di una spugna tranne per le parti finali delle sue diramazioni, questo verme non è visibile ad occhio nudo. Il suo corpo è cilindrico, dello spessore di un millimetro e della lunghezza che varia dai 21 ai 50 millimetri. La testa presenta due occhi, tre antenne, due palpi e due paia di cirri tentacolari. Il suo corpo è molto fragile ed i cirri dorsali che si diramano dal corpo sono talvolta di lunghezza disuguale. A differenza dei cirri ventrali che sono sempre molto corti e di forma conica, i cirri dorsali sono articolati e lunghi. 
 Le sue chete o setole sono di forma molto semplice mentre alcune ramificazioni del verme possono svilupparsi in stoloni, diventando elementi atti alla riproduzione che contengono o le uova o lo sperma, per staccarsi successivamente dal corpo principale.
 Prove estratte dal rDNA indicano come la R. multicaudata e la Syllis ramosa abbiano sviluppato due sistemi riproduttivi del tutto indipendenti, dal momento che la prima utilizza una regione tra i parapodium mentre la seconda utilizza il parapodium stesso.

## Distribuzione geografica
Questo verme è stato scoperto nel territorio australiano di Darwin Harbour all'interno delle spugne del genere Petrosia da Christopher Glasby nel 2006 ma ha ottenuto una descrizione scientifica come specie solo nel 2012 ed il suo nome multicaudata è un composto delle parole in lingua latina multus e caudata ovvero "dalle molte code".
 La sua distribuzione spazia dai bassi fondali fino ad una profondità di circa 20 metri.